# حمام ستوباد
حمام ستوباد مربوط به دوره قاجار است و در آذرشهر، خیابان امام خمینی، انتهای کوی جلفایی، محله ستوباد واقع شده و این اثر در تاریخ ۵ تیر ۱۳۸۴ با شمارهٔ ثبت ۱۱۹۷۸ به‌عنوان یکی از آثار ملی ایران به ثبت رسیده است.